# Josef Hölzl (Beamter)
Josef Hölzl (* 6. März 1901 in Neusling, Vilshofen; † 30. September 1975 in München) war ein deutscher Jurist und Ministerialbeamter, der zuletzt von 1960 bis 1965 Beamteter Staatssekretär im Bundesministerium des Innern war.

## Leben
Josef Hölzl, Sohn eines Landwirts, begann nach dem Abitur am Gymnasium Leopoldinum Passau 1920 ein Studium der Rechtswissenschaften an der Ludwig-Maximilians-Universität München. Im Sommer 1924 legte er zunächst seine Erste juristische Staatsprüfung sowie im Dezember 1927 seine Zweite juristische Staatsprüfung ab. Im Anschluss begann er seine berufliche Laufbahn 1928 als Stadtsyndikus bei der Stadtverwaltung München und war dort zuletzt von 1941 bis 1945 als rechtskundiger Stadtdirektor tätig. Während dieser Zeit erfolgte im März 1929  seine Promotion zum Doktor der Rechte an der Ludwig-Maximilians-Universität München mit der Dissertation Das Zwangsversteigerungsrecht. In den letzten Monaten des Zweiten Weltkrieges leistete er zwischen 1944 und 1945 zudem Kriegsdienst.
Nach Kriegsende war Hölzl von 1945 bis 1948 in der Privatwirtschaft sowie als Rechtsanwalt tätig, ehe er zwischen 1948 und 1950 abermals rechtskundiger Stadtdirektor der Stadtverwaltung München war. Danach war er von 1950 bis 1952 erst Regierungsvizepräsident der Regierung von Oberbayern in München sowie im Anschluss als Nachfolger von Karl Kihn zwischen 1952 und seiner Ablösung durch Heinz Günder 1960 Regierungspräsident der Regierung von Unterfranken in Würzburg. Daneben war er seit dem 1. April 1956 zunächst Lehrbeauftragter sowie ab Juli 1958 Honorarprofessor an der Julius-Maximilians-Universität Würzburg, an der er Verwaltungsrecht lehrte.
Im September 1960 wechselte Josef Hölzl ins Bundesministerium des Innern und löste dort am 1. November 1960 Georg Anders als Beamteter Staatssekretär („Staatssekretär II“). Als solcher war er bis 1963 für die Abteilungen I (Verfassung, Staatsrecht und Verwaltung), VI (Öffentliche Sicherheit) und VII (Ziviler Bevölkerungsschutz) zuständig. Im Anschluss war er von 1963 bis Oktober 1965 als „Staatssekretär I“ Beamteter Staatssekretär im Bundesministerium des Innern mit der Zuständigkeit für die Abteilungen Z (Personal-, Haushalts- und Organisationsangelegenheiten), III (Kulturelle Angelegenheiten des Bundes), VI (Öffentliche Sicherheit) und VII (Ziviler Bevölkerungsschutz). Nachdem der von CSU gestellte Bundesinnenminister Hermann Höcherl am 25. Oktober 1965 Bundesminister für Ernährung, Landwirtschaft und Forsten und von Paul Lücke von der CDU abgelöst wurde, wurde Hölzl im Zuge dieses Ministerwechsels in den Ruhestand versetzt. Er fungierte zwischen 1965 und 1966 allerdings noch als Vertreter des Bundes im Stiftungsrat der Stiftung Preußischer Kulturbesitz.
Von 1969 bis zu seinem Tode war er Hauptgeschäftsführer des Bundesverbandes der Deutschen Industrie.

## Veröffentlichungen
- Das Zwangsversteigerungsrecht, Dissertation, Universität München, 1929
- Gemeindeordnung für den Freistaat Bayern. Kommentar, München 1953 (1. Auflage)
- Das Gewerbesteuerrecht. Handkommentar mit Erläuterungen zum Gewerbesteuergesetz, Gewerbesteuer-Durchführungsverordnung, Gewerbesteuer-Richtlinien, München 1965
- Steuerrecht des Bundes, der Länder, der Gemeinden und Gemeindeverbände, München 1974